# جان جوزيف هوبير
جان جوزيف هوبير (بالفرنسية: Jean Joseph Hubert)‏ هو ضابط بالبحرية الفرنسية ‏ فرنسي، ولد في 17 ديسمبر 1765، وتوفي في 25 أكتوبر 1805.